# Calamintha
Genre
Classification phylogénétique
Calamintha est un genre de plantes à fleurs de la famille des Lamiaceae contenant 8 espèces appelées « calaments ». Ce sont des plantes herbacées originaires d'Europe, d'Asie et d'Amérique. 
Selon certains auteurs, notamment les Jardins botaniques royaux de Kew et le système d'information taxonomique intégré, ce taxon ne serait plus valide et serait synonyme du genre Clinopodium.

## Principales espèces en France
- Calamintha acinos - synonyme de Acinos arvensis et de Clinopodium acinos
- Calamintha alpina - synonyme de Acinos alpinus et de Clinopodium alpinum
- Calamintha ashei
- Calamintha baumgarteni
- Calamintha chinensis - synonyme de Clinopodium chinense
- Calamintha clinopodium - synonyme de Clinopodium vulgare, ou Basilic sauvage
- Calamintha coccinea|
- Calamintha dentata
- Calamintha exigua - synonyme de Acinos rotundifolius
- Calamintha grandiflora - Calament à grandes fleurs - synonyme de Clinopodium grandiflorum
- Calamintha graveolens - synonyme de Acinos rotundifolius et de Clinopodium graveolens
- Calamintha nepeta ou Calamintha nepetoides - synonyme de Clinopodium nepeta
  - Calamintha nepeta subsp. nepeta
- Calamintha sylvatica, ou Calamintha ascendens ou Calamintha baetica ou Calamintha officinalis : Calament commun, plante à croissance lente à fleurs à odeur de menthe et de lavande. Préfère les sols alcalins. Les feuilles peuvent servir à faire de la tisane.
- Calamintha umbrosa - synonyme de Clinopodium umbrosum
- Calamintha vulgaris - synonyme de Clinopodium vulgare

## Utilisation
Les espèces de Calamintha sont utilisées au Moyen-Orient pour fabriquer le Zahtar.

## Photos

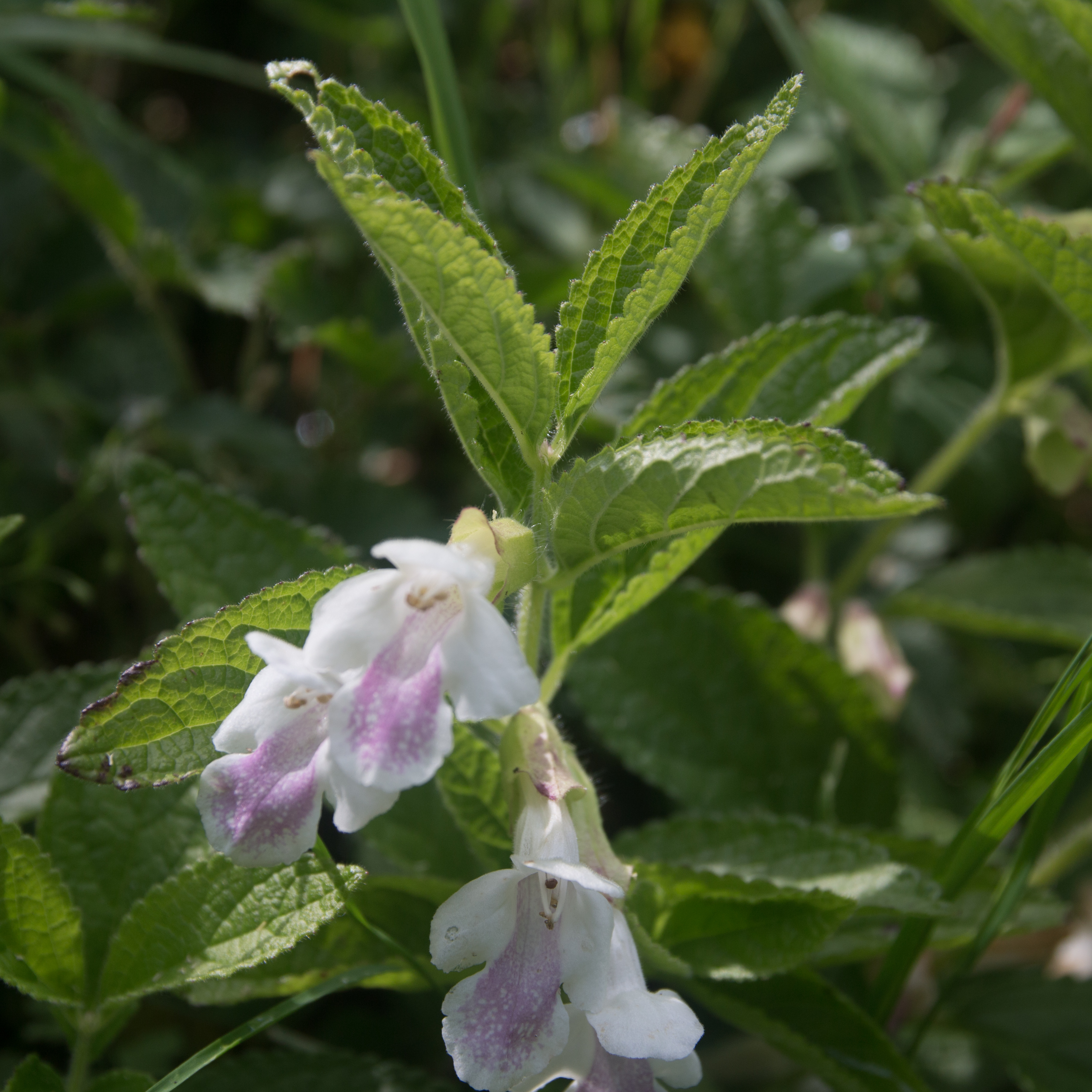
Clinopodium nepeta
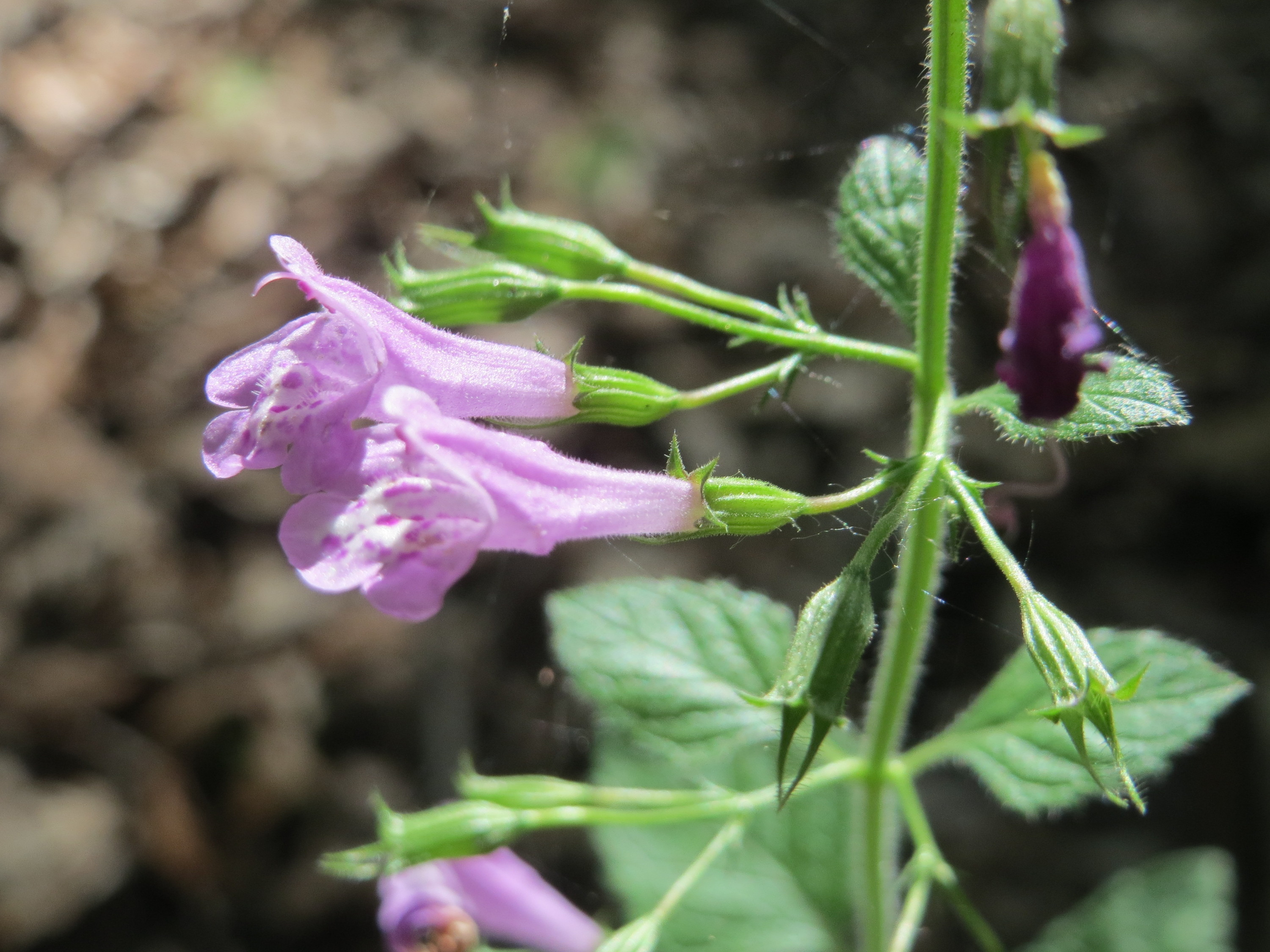
Calamintha menthifolia